# 任約
任 約（じん やく、生没年不詳）は、中国の南北朝時代の軍人。はじめ西魏に仕え、後に侯景に従い、後に南朝梁や北斉に仕えた。

## 経歴
はじめ西魏に仕えた。太清2年（548年）からの侯景の乱に参加して、南朝梁の都の建康を包囲した。12月、侯景は南朝梁の諸侯の援軍に包囲され、糧道を絶たれて兵が飢えに苦しんだ。侯景は王偉の献策に従って、任約を城北に派遣して講和の交渉をさせた。はじめ南朝梁の武帝は侯景との講和を受け入れようとしなかったが、皇太子蕭綱の諫めを受けて、和約を受け入れた。しかし侯景は建康の包囲を続けて、和約を反故にした。
太清3年（549年）3月、建康が陥落した。4月、任約は侯景により南道行台に任じられ、姑孰に駐屯した。6月、領軍将軍となった。
大宝元年（550年）7月、盧暉略とともに晋熙郡を攻撃し、鄱陽世子蕭嗣を殺害した。江州を攻撃し、江州刺史の尋陽王蕭大心を降伏させた。9月、西陽や武昌に進攻したが、湘東王蕭繹の派遣した徐文盛・陰子春・蕭慧正・席文献らに阻まれた。10月、徐文盛が貝磯に進入してきたため、任約は水軍を率いて迎え撃ったが、徐文盛に敗れた。11月、西陽に進軍し、兵を分けて斉昌を攻撃し、衡陽王蕭献（蕭元簡の子）を捕らえて建康に送った。
大宝2年（551年）1月、侯景により司空に任じられた。湘東王蕭繹が巴州刺史の王珣らを徐文盛の援軍として東下させてきたため、任約は侯景に急報して増援を要請した。4月、宋子仙の援軍を得て、郢州を落とした。5月、王僧弁の守る巴陵を攻撃した。6月、任約は赤亭湖で胡僧祐や陸法和らに敗れて捕らえられ、江陵に送られた。
承聖2年（553年）5月、武陵王蕭紀が東下してくると、南朝梁の元帝（蕭繹）は任約を獄から出し、晋安王司馬に任じ、禁兵を配属させた。6月、任約は蕭紀の部将の侯叡を撃破した。
承聖3年（554年）11月、西魏の侵攻を受けると、任約は軍を率いて馬頭岸に布陣した。江陵が陥落したため、12月に任約は巴陵に退却した。
後に征南将軍・南豫州刺史となった。紹泰元年（555年）10月、征南大将軍の号を受けた。徐嗣徽とともに反乱を起こし、石頭城を占拠した。11月、北斉の安州刺史翟子崇・楚州刺史劉仕栄・淮州刺史柳達摩らを石頭城に迎えた。12月、徐嗣徽とともに采石に向かい、北斉の援軍を迎えた。
紹泰2年（556年）2月、徐嗣徽とともに采石戍を襲撃し、戍主の明州刺史張懐鈞を捕らえた。3月、北斉が蕭軌や厙狄伏連らを派遣し、任約や徐嗣徽と合流して、柵口に進出し、梁山に向かったが、帳内盪主の黄叢の迎撃を受けて敗れた。6月、北斉軍は陳霸先の夜襲を受けて大敗し、任約は命からがら逃亡した。
任約の晩年はまた明らかではない。